# Cerapachys lindrothi
Cerapachys lindrothi é uma espécie de formiga do gênero Cerapachys.